# 모리야마성

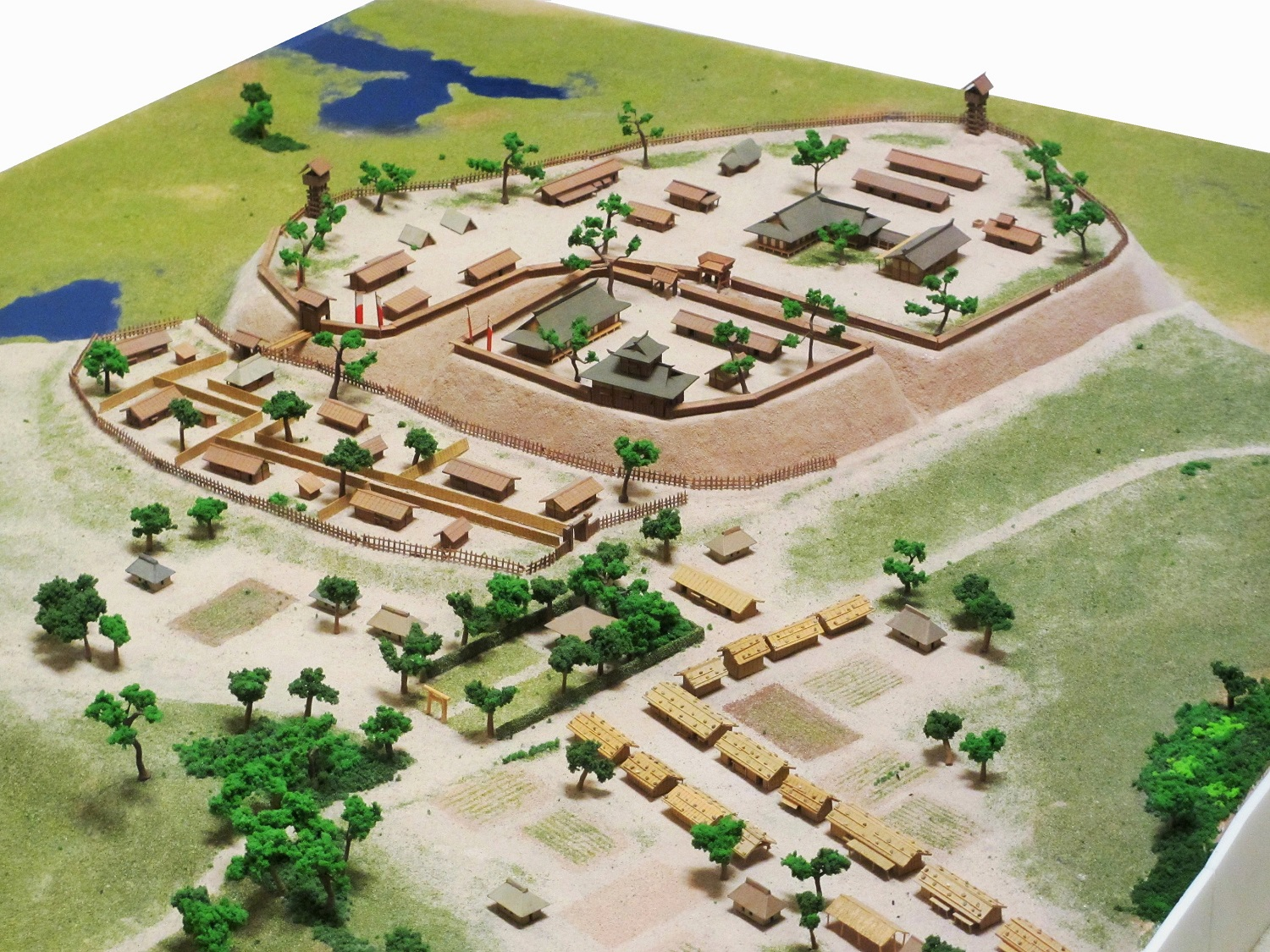

모리야마성(일본어: 守山城 모리야마조[*])은 아이치현 나고야시 모리야마구에 있었던 평산성이다. 도쿠가와 이에야스의 조부 마쓰다이라 기요야스가 가신의 손에 살해된 장소로 널리 알려져 있다. 현재는 사찰 호쇼지(宝勝寺)가 지어져 있다.

## 개요
현재 호쇼지 사찰 경내에 위치한 모리야마 성은 동서로 약 50m인 해자 하나만 가진 평산성으로 나고야 성에 인접해 있다. 성안에 사찰로 변모했기 때문에 성의 잔해라고는 해자와 성루의 흔적만 확인할 수 있을 뿐 그 외에의 것은 없다. 모리야마라는 지명의 기록을 처음 확인할 수 있는 문헌인《소초 수기》로 이 수기에는 1526년 성주 마쓰다이라 노부사다의 축하연에서 연가사 소초가 읆은 시구가 적혀 있으며, 모리야마를“守山”으로 적고 있다. 아울러 모리야마는《신장공기》에는“守山”으로 적고 있으며,《미카와 이야기》에서는“森山”으로 적고 있다.

## 역사
센고쿠 시대
1521년 이마가와 우지토요가 나고야 성을 축성할 무렵에, 오바타 성, 가와무라 성에 대응해 마쓰다이라 노부사다가 축성했다고는 하지만, 축성년과 축성주에 대해서는 불분명하다. 1535년 오다 노부히데의 동생 오다 노부미쓰가 지키고 있는 모리야마 성을 마쓰다이라 기요야스가 공략할 때 가신 아베 마사토요에게 살해되는 사건이 일어난다. 이를 계기로 미카와의 마쓰다이라 가문은 쇠퇴하기 시작해, 이마가와 가문에 종속되게 되다. 이 사건을 모리야마 구즈레(守山崩れ)로 널리 알려져 있다. .
1555년 오와리 슈고다이 오다 노부토모가 오다 노부나가, 오다 노부미쓰의 공격을 받고 추토된 후, 노부미쓰는 옛 노부토모의 영지인 기요스성으로 거처를 옮겼고, 이를 대신해 오다 노부히데의 동생 오다 노부쓰구가 입성한다. 그러나, 그의 가신이 노부나가의 동생 오다 히데타카를 살해하는 사건으로 인해 노부쓰구는 책임을 지고 정계에서 물러나게 된다. 그 뒤를 이어 노부나가의 동생 오다 노부토키가 성주로 부임해 성을 관리하였다. 하지만, 다음해인 1556년 노부토키에 원한을 품은 가신에 살해되고, 정계에 물러나있던 노부쓰구를 받아들여 성주로 복귀하였다. 이후 성은 1560년 일어난 오케하자마 전투를 전후해 폐성된 것으로 보고 있다.
덧붙여 성주 오다 노부쓰구는 아즈치모모야마 시대인 1574년 일어난 나가시마 일향문도의 공격을 받고 전사했기 때문에 이 무렵에 성이 폐성되었을 것으로 보는 설도 있다. 또, 도쿠가와 가문이 정권을 잡은 후, 에도 시대인 1637년 도쿠가와 이에야스의 조부 마쓰다이라 노부야스의 명복을 빌기위해 호쇼지가 건립된다. 현재 성에는 사찰 외에 석비가 세워져 있으며 해자와 성루 등의 흔적이 남아있다.

## 관광
교통
- 메이테쓰 야다 역에서 하차 도보로 10분소요.

주변 문화시설 및 관광명소
- 기가사키 공원
- 나고야 돔
- 시라야마 신사
- 오바타 성터

## 같이 보기
- 모리야마 구즈레